# Laser Vibrômetro
Desde do inicio dos anos 1990, o uso do laser vibrômetro tem se tornado mais popular em testes de vibração e analises modais. Devido ao não contato natural do laser vibrômetro, ele está sendo utilizado para varias importantes aplicações na industria, desde medições em grandes estruturas até sistemas mecânicos microelétricos. Na analise modal experimental, o indesejável efeito de massa dos transdutores pode ser completamente eliminado  no ponto ou através laser escâner, tornando assim a tecnologia a laser muito atraente para uso com componentes pequenos e leves. 
O mais comum sensor laser vibrômetro é o laser doppler vibrometer (LVD), o qual emprega a tecnologia interferométrica para medir a vibração e movimentos de superfícies. A base da tecnologia interferométrica é o bem conhecido efeito Doppler. Esse fenômeno pode ser facilmente compreendido se considerarmos o esquema mostrado na Figura. A Figura (a) mostra um caso geral, onde um fonte de laser S envia um feixe de luz com frequência $f$ que é apontado para o ponto P do corpo vibrante. O ponto P possui uma vetor velocidade instantânea {\displaystyle v=v(t)}. A interação entre o movimento do corpo e a onda plana incidente causa um feixe de luz refletido com a angulação {\displaystyle \theta _{1}}, {\displaystyle \theta _{2}} com respeito a frente onda incidente frente e vetor velocidade do corpo $v$. Se verifica que devido ao movimento relativo entre a fonte estática S e o movimento do corpo, a radiação dispersa recebida pelo observador estacionário, a partir do ponto O, é observado a ocorrência de uma diferença de frequência comparado com a frequência original {\displaystyle f}. A mudança de frequência entre esses dois feixes é dado por
{\displaystyle \Delta f={\frac {2vf}{c}}cos\left({\frac {\theta _{1}+\theta _{2}}{2}}\right)cos\left({\frac {\theta _{1}-\theta _{2}}{2}}\right)}
onde {\displaystyle f} é a frequência do feixe e {\displaystyle c} é a velocidade da luz.
A frequência da luz {\displaystyle f} e a velocidade da luz {\displaystyle }c são relacionadas por uma equação fundamental da onda, {\displaystyle c=\lambda f}, onde {\displaystyle \lambda } é o comprimento de onda da luz. No caso do LDV, a posição da fonte e do observador são geralmente coincidentes, como mostra a Figura b, então {\displaystyle \theta _{1}=-\theta _{2}}. Essa configuração é conhecida como \textit{backscattered}, e partindo desse pressuposto, Equação acima reduz a simples forma
{\displaystyle \Delta f={\frac {2vcos\theta }{\lambda }}}
A Equação acima é a base da tecnologia interferométrica laser. Se essencialmente converte a velocidade do corpo {\displaystyle v} em uma mudança de frequência {\displaystyle \Delta f}  que se for devidamente mensurado permite a estimação da velocidade instantânea do corpo. A correspondente mudança de fase que é associada com a mudança de frequência é dada por 
{\displaystyle \Delta \phi ={\frac {4\pi \times cos\theta }{\lambda }}}
onde {\displaystyle x=x(t)} é o deslocamento da vibração do corpo.
A Figura 2 mostra um esquema simplificado do LVD \textit{single point}. O feixe de laser (usualmente Helio-Neon (He-Ne) com {\displaystyle \lambda =632,8nm}) com frequência $f$ é utilizado com três divisores de feixe e dois fotodiodos. Primeiro, o feixe é dividido pelo SP1 em duas componentes, uma indo para SP2 e outra para a célula Bragg. A célula Bragg introduz uma modulação no feixe de referencia através de uma frequência conhecida que ajuda a fornecer razão sinal-ruído bem como uma sensibilidade para o fotodiodo. O feixe topo passa através do SP2, atingindo a estrutura sobre teste (SUT), e é refletida de volta para SP2, onde o feixe passa para o divisor SP3 com frequência ({\displaystyle f+\Delta f}). O sinal da célula Bragg e i sinal \textit{backscattered} se encontram em SP3 e progridem para o fotodiodo PD1 e PD2 para gerar um sinal de saída de padrões de interferência construtivo e destrutivo. O esquema mostrado na Figura 2 é de fato um simplificação do bem conhecido interferômetro de Mach-Zehnder. O interferômetro de Michelson e de Mach-Zehnder constituem as duas técnicas interferométricas  mais usadas comercialmente
- Legenda1Legenda1
- Legenda2Legenda2

Legenda1
Legenda2

--Diego Staub Felipe (discussão) 16h48min de 26 de agosto de 2014 (UTC)
1. ↑  VIbration Testing Theory and Practive autor: Kenneth G. McConnell e Paulo S. Varoto 2008